# Zuta
Zuta (kinesiska: 祖塔, 祖塔乡) är en socken i Kina. Den ligger i provinsen Hunan, i den södra delen av landet, omkring 93 kilometer väster om provinshuvudstaden Changsha.
Genomsnittlig årsnederbörd är 1 732 millimeter. Den regnigaste månaden är maj, med i genomsnitt 322 mm nederbörd, och den torraste är december, med 52 mm nederbörd.